# Sperwergrasmus
De sperwergrasmus (Curruca nisoria synoniem: Sylvia nisoria) is een zangvogel uit de familie Sylviidae (grasmussen).

## Kenmerken
De vogel is 15,5 tot 17 cm lang. Het is een relatief forse grasmus met een lange staart. Het volwassen mannetje is gemakkelijk herkenbaar door zijn gebandeerde borst en buik, net als een sperwer. Bij mannetjes die pas één zomer oud zijn en bij volwassen vrouwtjes is dit strepenpatroon echter niet te zien, de borst en buik zijn dan vager getekend, meer als een schubbenpatroon. Dit schubbenpatroon is ook aanwezig op de onderstaartdekveren van zowel mannetje als vrouwtje. Het mannetje is van boven grijs, het vrouwtje is grijsbruin. Het mannetje heeft verder duidelijke witte vlekken op het einde van de staartveren en een gele iris.

## Verspreiding en leefgebied
Sperwergrasmussen komen voornamelijk voor van Midden- en Oost-Europa tot noordwestelijk Mongolië. De soort telt twee ondersoorten:
- S. n. nisoria: van centraal Europa tot het Oeralgebergte en Iran.
- S. n. merzbacheri: van noordelijk Kazachstan en noordoostelijk Iran tot zuidwestelijk Siberië en Mongolië.

Het leefgebied bestaat uit terrein met veel struikgewas (meidoorn, sleedoorn, braam en hondsroos), afgewisseld met open plekken en hier en daar een boom. Dit habitat wordt vaak gedeeld met de grauwe klauwier.

### Voorkomen in Nederland
De soort is een vrij zeldzame doortrekker die meestal in het najaar in de kuststreek wordt gezien (of op ringstations gevangen). Voor de jaren 1960 was het nog een dwaalgast en tot 1992 werden alle waarnemingen gecontroleerd en gedocumenteerd. Tussen 1965 en 1992 werd de vogel gemiddeld zeven keer per jaar waargenomen.

## Status
De grootte van de wereldpopulatie werd in 2021 geschat op 2,3 tot 4,2 miljoen volwassen individuen. Men veronderstelt dat de soort in aantal toeneemt. Om deze redenen staat de sperwergrasmus als niet bedreigd op de Rode Lijst van de IUCN.